# Acrotrema agastyamalayanum
Acrotrema agastyamalayanum är en tvåhjärtbladig växtart som beskrevs av E.S.S.Kumar, Dan och G.M.Nair. Acrotrema agastyamalayanum ingår i släktet Acrotrema och familjen Dilleniaceae. Inga underarter finns listade i Catalogue of Life.